# Hrabstwo Big Stone

Piramida wieku hrabstwa

Hrabstwo Big Stone ze stolicą w Ortonville znajduje się w zachodniej części stanu Minnesota, USA. Według danych z roku 2005 zamieszkuje je 5481 mieszkańców, z czego 98,44% stanowią biali.

## Geografia
Hrabstwo zajmuje obszar 1367 km² (528 mi²), z czego 1287 km² (497 mi²) to lądy, a 80 km² (31 mi²) stanowią wody powierzchniowe. Graniczy z 6 innymi hrabstwami:
- hrabstwo Traverse (północ)
- hrabstwo Stevens (północny wschód)
- hrabstwo Swift (południowy wschód)
- hrabstwo Lac qui Parle (południowy wschód)
- hrabstwo Grant (południowy zachód)
- hrabstwo Roberts (północny zachód)

2 z tych hrabstw znajdują się w Dakocie Południowej – granica z nimi jest częścią granicy międzystanowej między Minnesotą a tymże stanem.

### Główne szlaki drogowe
- U.S. Highway 12
- U.S. Highway 75
- Minnesota State Highway 7
- Minnesota State Highway 28

## Miasta
- Barry
- Beardsley
- Clinton
- Correll
- Graceville
- Johnson
- Odessa
- Ortonville